# Thaisa Storchi-Bergmann

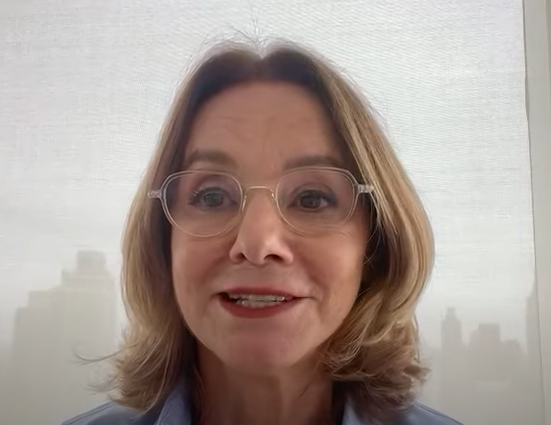
Thaisa Storchi Bergmann, 2022

Thaisa Storchi-Bergmann (* 19. Dezember 1955 in Caxias do Sul, Brasilien; auch  Thaisa Storchi Bergmann) ist eine brasilianische Astrophysikerin und Hochschullehrerin. Sie ist Professorin für Physik und Astronomie an der Universidade Federal do Rio Grande do Sul. Ihre Forschung führte zum Verständnis wie massereiche Schwarze Löcher in den Zentren von Galaxien entstehen, wie sie sich entwickeln und formen.

## Leben und Werk
Bergmann ist die Tochter einer Grundschullehrerin und eines Buchhalters. Sie besuchte eine private Schule in Caxias do Sul und eine staatliche Highschool. 1974 studierte sie ein Semester Architektur an der Universidade Federal do Rio Grande do Sul (UFRGS) und wechselte zum Studienfach Physik, wo sie 1977 ihren Abschluss erhielt. Sie heiratete dann einen Chemieingenieur, mit dem sie drei Kinder bekam. 1978 und 1979 studierte sie Astrophysik in Rio de Janeiro und erhielt ihren Master-Abschluss an der Päpstlichen Katholischen Universität von Rio de Janeiro (PUC-Rio) und am National Observatory bei dem Astronomen William Kunkel.
Nachdem sie ihre Masterarbeit fertiggestellt hatte, wurde sie an der UFRGS eingestellt. Nach einigen Jahren der Beobachtung in lokalen und nationalen Observatorien, in denen sie einige Arbeiten über Stern- und Galaxienphotometrie veröffentlicht hatte, nutzte sie die Teleskope des Cerro Tololo Inter-American Observatory (CTIO) in Chile, um Spektren von aktiven Galaxien für ihre Dissertation zu erhalten. 1987 beobachteten Miriani Griselda Pastoriza und Bergmann in Chile die seltene Explosion einer Supernova und berichteten über die ersten Beobachtungen der Supernova 1987A in der New York Times.
Bergmann promovierte 1987 bei Pastoriza an der Universidade Federal do Rio Grande do Sul mit der Dissertation: Espectroscopia de núcleos de galáxias com baixa atividade e (NII) intenso (Spectroscopy of galaxy cores with low activity and intense (NII)).

## Forschung
Das Hauptthema ihrer Dissertation war die Bestimmung der chemischen Zusammensetzung des Gases um aktive Galaxienkerne. Sie kam zu dem Schluss, dass das emittierende Gas einen erhöhten Stickstoffgehalt aufweist und somit das Ergebnis vieler vorheriger Sterngenerationen ist, in denen Stickstoff synthetisiert und durch Supernova-Explosionen in das interstellare Medium freigesetzt wird.
1991 schloss sie ihr erstes Postdoc-Studium bei Andrew S. Wilson an der University of Maryland ab, forschte dann am Space Telescope Science Institute (STScI), 1994 am Rochester Institute of Technology – RIT, als Gastprofessorin 2005 am Institute of Technology Rochester und 2014 an der Harvard University.
Bergmann wurde in ihrem Fachgebiet international bekannt, als sie 1993 eine Studie veröffentlichte, in der sie indirekte Beweise dafür lieferte, dass sich im Zentrum der Galaxie NGC 1097 ein aktives supermassereiches Schwarzes Loch befindet. Diese Galaxie ist vom Typ LINER. Ihre Entdeckung einer flüchtigen Akkretionsscheibe um den LINER-Kern der Galaxie NGC1097 führte zu mehreren Studien, die zeigten, wie sich eine Akkretionsscheibe um ein supermassives Schwarzes Loch mit der Zeit entwickelt, und die auch die Struktur des Akkretionsflusses enthüllten: einen heißen Ionentorus am inneren Rand der Scheibe, umgeben von einer flacheren Struktur, in der sich Spiralarme entwickeln können. Strahlung vom inneren heißen Torus ionisiert den äußeren Teil der flachen Scheibe und treibt die Linienemission an, die ein variierendes doppelgipfliges Profil aufweist, und bestätigt damit, dass ihr Ursprung eine abgeflachte und geneigte Struktur mit asymmetrischer Emission (der Spiralarm) ist. Bergmann beobachtete die entsprechenden doppelgipfligen Profile in den Balmer-Emissionslinien von NGC1097 und anderen LINER-Kernen.
Ende der 1990er Jahre begann Bergmann mit Untersuchungen der Sternpopulation im Kernbereich aktiver Galaxien. Sie kam zu dem Schluss, dass im zirkumnuklearen Bereich von aktiven Galaxien ein Überschuss an Sternen mittleren Alters vorhanden ist als in nicht aktiven Galaxien. Sie schlug ein Evolutionsszenario vor, bei dem Wechselwirkungen mit Begleitgalaxien Gas nach innen schicken und so Phasen der Sternentstehung auslösen, denen der Beginn nuklearer Aktivität folgt.
Ihre Studien ab 2006 umfassen die Suche nach Anzeichen für Gastransfer in die Kernregion aktiver Galaxien, ein notwendiger Prozess, um die Bildung der Akkretionsscheibe zu ermöglichen, die wiederum das supermassive Schwarze Loch speist. Obwohl vorhergesagt, werden Gaseinflüsse selten beobachtet, da die Gasemission von Ausflüssen aus den AGN dominiert wird. Bergmann hat sowohl Ein- als auch Ausflüsse innerhalb der inneren paar hundert Parsec von AGN mithilfe von HST-Bildgebung und Integral Field Spectroscopy (IFS) kartiert, hauptsächlich mithilfe der Gemini-Teleskope. Das IFS-Produkt ist ein Datenwürfel, der sowohl räumliche (x- und y-Achse) als auch spektrale Informationen (z-Achse) liefert, was Tausenden von Spektren entspricht, um die Region um AGN zu charakterisieren. Die Datenanalyse ist zeitaufwändig, und Bergmanns Forschungsgruppe gilt als weltweite Referenzgruppe bei der Anwendung dieser Technik zur Kartierung der Gaskinematik und -anregung um AGN. Obwohl sie herausgefunden hat, dass Ausflüsse tatsächlich allgegenwärtig sind, umfassen neue Ergebnisse die Beobachtung von aufgelösten Einflüssen in den inneren zehn bis hundert Parsec von etwa 1/3 der bisher beobachteten Stichprobe. Ein weiteres Produkt der Analyse der Datenwürfel ist die Kartierung der Verteilung der Sternpopulation in der Umgebung von AGN.
Aufgrund ihrer Studien zu supermassereichen Schwarzen Löchern in den Zentren von Galaxien und den damit verbundenen Regionen aus dichtem Gas, Staub und jungen Sternen, die sie umgeben, sowie deren Rolle in der Evolution von Galaxien war Bergmann 2004 eine der meistzitierten brasilianischen Wissenschaftlerinnen und wurde 2009 Mitglied der Brasilianischen Akademie der Wissenschaften.
2018 wurde sie zur Präsidentin der Kommission X1 der Internationalen Astronomischen Union für supermassive Schwarze Löcher, Rückkopplung und Galaxienentwicklung ernannt. Am 12. August 2024 betrug ihr h-Index 77.

## Mitgliedschaften
- 2009: Brasilianische Akademie der Wissenschaften
- 2011: Weltakademie der Wissenschaften (TWAS)[10]
- Internationale Astronomische Union
- Brasilianische Astronomische Gesellschaft

## Auszeichnungen
- 2010: Elsevier/Scopus-Preis[11]
- 2015: UNESCO-L’Oréal-Preis[12]
- 2018: Comendador Da Ordem Nacional Do Mérito Científico[13]